# Nisa Aşgabat
El Nisa Aşgabat es un club de fútbol de Turkmenistán que juega en la Segunda División de Turkmenistán, la segunda liga de fútbol más popular en el país.
Fue fundado en 1994 en la ciudad de Asgabat, de donde son varios equipos del país, siendo creado luego de la independencia de la Unión Soviética.
Para ser un equipo relativamente joven, ha ganado la Liga de fútbol de Turkmenistán y ha representado al país en varias ocasiones a nivel de la AFC.

## Palmarés
- Liga de fútbol de Turkmenistán: 4

1996, 1999, 2001, 2003
- Copa de Turkmenistán: 1

1998
- - Subcampeón: 3

1996, 2000, 2003

## Participación en competiciones de la AFC
- Champions League: 4 apariciones

1998 - Segunda ronda
2001 - Primera ronda
2002-03 - Fase de grupos
- Copa de la AFC: 2 apariciones

2004 - Fase de grupos
2005 - Fase de grupos
- Recopa de la AFC: 2 apariciones

1998-99 - Segunda ronda
2001-02 - Primera ronda

## Jugadores destacados
- Gurbangeldi Durdyýew
- Begençmuhammet Kulyýew